# Reaktor hlađen rastopljenom solju
Reaktor hlađen rastopljenom solju MSR (eng. Molten Salt Reactor) je vrsta nuklearnog reaktora IV generacije, za koji je predstavljeno i nekoliko dizajna nuklearnog reaktora hlađenog rastopljenom solju, a napravljeno je i nekoliko prototipova. Ranija rešenja oslanjala su se na nuklearno gorivo otopljeno u rastopljenim solima fluora tvoreći uranijum tetrafluorid (UF4). Kritičnost se doseže ulaskom medija u grafitnu jezgro koja ujedno služi kao moderator (usporivač neutrona). Neke današnje ideje više se oslanjaju na gorivo disperzirano unutar grafitne matrice s rastopljenom solju, čime se osigurava hlađenje pri visokoj temperaturi i niskom tlaku. Početni dizajn je nuklearni reaktor snage 1 000 MW, a ciljni datum uvođenja je 2025.
Reč je o zanemarenim projektima koji se svojevremeno nisu uklopili u Hladni rat između Sovjetskog Saveza i Amerikanaca, te su 1976. napušteni. Zahvaljujući internetu, informacija o njima dospela je u javnost 2006. Torijumski nuklearni reaktor s tečnim torijumskim fluoridom temeljno se razlikuje od većine današnjih nuklearnih reaktora. Jedna tona torijuma dovoljna je za proizvodnju jednake količine energije kao od 200 tona uranijuma, što automatski znači i manje radioaktivnog otpada. Nakon iskorištavanja, nastali je otpad toksičan oko 300 godina, za razliku od današnjeg nuklearnog otpada, koji će biti opasan još bar 10 000 godina. Štaviše, torijumski reaktor može iskoristiti otpad uranijumskog reaktora za rad. Torijum je, usto, jeftin i može se pakovati u mnogo manje dimenzije. Prema procenema, Amerika ima oko 440 000 tona torijuma, Australija i Indija oko 300 000 tona, a Kanada još 100 000 tona. U Americi i Australiji još su ga donedavno bacali kao beskorisni otpad. Kad se sve zbroji, ima ga dovoljno za napajanje celog sveta još barem 1000 godina. Uranijuma ima tek za nekih 80 godina.

## Istorija
Od početka 1950-tih godina 20. veka, pa sve do sredine 1970-tih, u Ouk Ridž laboratoriji u američkoj saveznoj državi Tenesi, razvijao se projekt namenjen čišćoj proizvodnji golemih količina energije. Zasnivao se na nuklearnom reaktoru koji je umesto krutog goriva koristio tekuće, koje nudi brojne prednosti nad krutim, pre svega u načinu rada i kontroli procesa. Na početku, pod vodstvom Alvina Vajnberga, istraživači laboratorija Ouk Ridž, napravili su 4 reaktora: 2 s vodenim hlađenjem (lakovodni reaktor), a dva s rastopljenom fluoridnom solju. Kako bi proizveli dovoljno električne struje, lakovodni reaktori morali su raditi pod vrlo visokim pritiskom. Oni su mogli da rastvore uranijumove materijale, ali ne i one koji sadrže torijum. Za razliku od reprocesovanja u reaktoru s krutim gorivom, postupak u reaktoru s vodom bio je vrlo složen. Međutim, reaktori sa smesom tekućih i krutih fluoridnih soli nisu imali nikakvih problema, a radili su na višoj temperaturi, ali bez dodatnog povećanja pritiska. Mogli su uspešno da rastvore i uranijum i torijum, pri čemu su soli u reaktoru bile potpuno neosetljive na visoku radijaciju. Logično, stručnjaci su se opredelili za tehnički superiorniju tekuću fluoridnu sol, nadajući se daljnjem razvoju. Prototip reaktora sa solju torijumovog fluorida MSR (engl. Molten Salt Reactor), bez vrlo skupog nuklearnog goriva u šipkama, uspešno je radio gotovo 5 godina. 
U tom eksperimentalnom reaktoru primenjen je torijum-232 kao materijal za obogaćivanje, a uranijum-233 kao nuklearno gorivo. Međutim, krajem 1960-ih, američka Državna komisija za atomsku energiju jednostavno je otpustila Alvina M. Vajnberga, direktora laboratorije i naučnika koji je patentirao postupak. Bilo je neslaganja u pogledu njegovih tvrdnji o bitno većem učinku, pouzdanosti i sigurnosti reaktora s tekućim gorivom i vazdušnim hlađenjem. Nakon toga prekinuta su sva dalja istraživanja, a razvoj je usmeren na reaktore u kojima se uranijum moglo pretvarati u plutonijum. U raznim varijantama, ta tehnika prevladava i danas.

### Reaktor s tekućim torijum fluoridom LFTR
Najnovije uskrsnuće reaktora s torijum fluoridom odvilo se nakon 1992. godine, iz dugogodišnjih istraživanja Alvina Radkovskog i njegove firme Thorium Power Ltd. ili reaktor s tekućim torijum fluoridom LFTR (engl. Liquid-Fluoride Thorium Reactor ili lifter), a napravljen je kombinacijom dve vrste tekuće fluoridne soli. Prva sadrži fisilno gorivo (uranijum-233) koje održava nuklearnu reakciju. Druga so sadrži dovoljno torijuma da upije barem polovinu neutrona iz fisijske reakcije, a pritom proizvede više uranijuma-233. Ta druga so je istodobno i pokrivač ili ogrtač oko uranijumovih šipki, koji zaštićuje reaktor od oštećenja, koje mogu prouzrokovati neutroni i gama zraci. Kako se torijum u toj soli pretvara u uranijum-233, fizički se prenosi u so s gorivom, gde raspadanjem ispušta neutrone i toplotu. Toplina se najpre odvodi u izmenjivač toplote ili hladnjak soli, smešten izvan reaktorskog jezgra, a zatim u zatvoreni krug za prenos toplote u gasnu turbinu koja pokreće generator i proizvodi električnu struju. Višak toplote može se izbaciti u vazduh ili vodu, zavisno od dostupnosti. Taj višak toplote može
pročišćavati ili desalinirati more, proizvodeći pitku vodu i drugo. 
Danas stručnjaci otkrivaju brojne prednosti takvog torijumskog reaktora s tekućim fluoridnim solima:
- Uklanja potrebu za svim fosilnim gorivima, čime istodobno smanjuje potencijalne ratne napetosti, tržišne ucene i ogromne troškove prevoza;
- Savremeni LFTR reaktor objedinjuje dve nuklearke u jednoj. Istodobno proizvodi mnogo električne energije i spaljuje nuklearni otpad;
- Bitno je sigurniji od klasičnih reaktora. Radi bez visokog pritiska, na temperaturi koja isključuje topljenje reaktorskog jezgra;
- Primenom čistije i jefinije tehnologije od elektrana na ugalj, pruža velike mogućnosti za energetski oporavak nerazvijenih i siromašnih zemalja;
- U LFTR-reaktoru gotovo nije moguće proizvesti materijal za nuklearno oružje.
- Bitno je jeftiniji od tradicionalnog reaktora i bitno manje otrovan. Ne zahteva skupe posude, mnogo vode ni masivne zaštitne građevine.
- Torijuma ima u izobilju, za nekoliko vekova, a postoje i površinske zalihe od nasutih materijala nakupljenih oko rudnika nakon vađenja drugih ruda.
- Može u relativno kratkom roku osigurati više energije od svih sunčevih uređaja i vetrogeneratora zajedno.

## Način rada reaktora hlađenog rastopljenom solju MSR
U ovom su tipu nuklearnog reaktora, nuklearno gorivo, oplodni materijal i fisijski produkti pomešani s hladiocem zajedno cirkuliraju kroz kanale grafitog jezgra, te kasnije kroz primarni izmenjivač toplote. Grafit omogućava delimičnu moderaciju (usporivač neutrona), tako da reaktor koristi epitermički deo neutronskog spektra. Gorivo je u formi uranijumovog fluorida (UF4, s uranijum-233 fisibilnim izotopom), oplodni materijal je torijum (u formi ThF4), a hladilačka smeša LiF i BeF2. Izlazna temperatura hladioca i goriva, odnosno rastopljenih soli, iznosi oko 700 °C, pritisak posude 0,52 MPa, a stupanj iskoristljivosti veći od 44%. Viši stupanj iskoristljivosti u odnosu na sadašnje lakovodne reaktore posledica je rada pri višim temperaturama. Predviđena snaga elektrane s MSR-om je 1000 MW. Klasične zamene goriva nema, jer se fisijski produkti kontinuirano uklanjaju iz rastopljenih soli. U primarnom izmenjivaču toplote rastopljene soli primarnog kruga predaju toplotu sekundarnom rashladnom sredstvu – rastopljenoj smesi NaBF4 i NaF. Sekundarno rashladno sredstvo omogućava izolaciju između niskopritisnog reaktora i visokopritisnog parnog ciklusa. Nakon prolaska kroz sekundarni izmenjivač toplote (parogenerator), fluid se vraća u primarni izmenjivač toplote. Francuski projekt MSR-a predviđa rad pri temperaturi od 800 °C, te upotrebom helijuma umesto vodene pare. 
Prednosti MSR-a su manja količina fisilnog materijala (manja opasnost proliferacije nuklearnog oružja), velika iskoristivost goriva, sigurnost rada zbog pasivnih sistema hlađenja na bilo kojoj snazi, te mala količina radioaktivnog otpada sastavljenog većinom od fisijskih produkata, što rezultira kraćim vremenom poluraspada.

## Literatura
- Energy from Thorium's Document Repository Contains scanned versions of many of the U.S. government engineering reports, over ten thousand pages of construction and operation experience. This repository is the main reference for the aircraft reactor experiment and molten-salt fueled reactor's technical discussion.
- Weinberg, Alvin M. (1994). The First Nuclear Era: The Life and Times of a Technological Fixer. Springer Science & Business Media. ISBN 978-1-56396-358-2.
- Bruce Hoglund's Eclectic Interests Home Page Nuclear Power, Thorium, Molten Salt reactors, etc.
- Generation IV International Forum MSR website
- INL MSR workshop summary
- „Molten Salt Chemistry Plays a Prominent Role in Accelerator-Driven Transmutation Systems”. Архивирано из оригинала 21. 2. 2013. г.
- Material Considerations for Molten Salt Accelerator-based Plutonium Conversion Systems J.H. Devan et al.
- Nuclear goes retro – with a much greener outlook M. Mitchell Waldrop
- Lane, James. A (1958). Fluid Fuel Reactors. Addison-Wesley & US AEC. стр. 972.

## Spoljašnje veze
- Pacific Northwest National Laboratory – Molten Salt Reactor Fundamentals YouTube
- International Thorium Energy Organisation – www.IThEO.org
- The Molten-Salt Reactor Experiment на веб-сајту
- Idaho National Laboratory Molten Salt Reactor Fact Sheet
- Energy from Thorium Blog / Website
- Google TechTalks – "Liquid Fluoride Thorium Reactor: What Fusion Wanted To Be" by Dr. Joe Bonometti NASA / Naval Postgraduate School YouTube
- Pebble Bed Advanced High Temperature Reactor
- Thorium Remix LFTR in 5 Minutes and other LFTR Documentaries.
- Kun Chen from Chinese Academy of Sciences on China Thorium Molten Salt Reactor TMSR Program
- Review of Molten Salt Reactor Technology Архивирано на веб-сајту  (28. фебруар 2021)
- „MSFR – Bibliography”. Архивирано из оригинала 16. 11. 2015. г.
- Heuer, D.; Merle-Lucotte, E.; Allibert, M.; Brovchenko, M.; Ghetta, V.; Rubiolo, P. (1. 2. 2014). „Towards the thorium fuel cycle with molten salt fast reactors”. Annals of Nuclear Energy. 64: 421—429. doi:10.1016/j.anucene.2013.08.002.
- „Rock Logic YouTube channel (discusses everything about MSRs and LFTRs)”. www.youtube.com. Приступљено 2022-09-15.